# Ivadell Carter
Pour les articles homonymes, voir Carter.
Ivadell Carter, née le 7 janvier 1914 à Sedalia (Missouri), et morte le 2 avril 2010 à Burbank (Californie), est un enfant acteur américain connu pour sa participation à huit films muets de la série Les Petites Canailles .

## Filmographie partielle
- 1923 : Back Stage (en) de Robert F. McGowan
- 1923 : Lodge Night (en) de Robert F. McGowan
- 1924 : Jubilo, Jr. de Robert F. McGowan
- 1924 : The Sun Down Limited (en) de Robert F. McGowan